# Jardí Botànic de Bertiz
El Jardí Botànic de Bertiz és una extensió de 3,4 ha dins del Parc Natural del Senyoriu de Bertiz, que fa unes 2.040 hectàrees de bosc atlàntic, amb roures, faigs i verns. Pertany al municipi de Bertizarana en la zona pirinenca de Navarra.

## Localització
Hom pot accedir-hi des de Pamplona mitjançant la carretera N-121A, direcció Irun. El senyoriu és just a tocar del poble d'Oronoz-Mugaire, a la riba del riu Bidasoa. Una carretera forestal d'onze quilòmetres creua el parc fins a l'antiga casa-castell en el cim de l'Aizcolegui, un turó de 830m. amb magnífiques vistes del parc.
El clima és càlid, sense gelades, i molt plujós (fins a 2.000 litres a l'any).

## Història
El començà el jardiner francès Felix Lambert per encàrrec dels marquesos de Bessolla en l'any 1847, i s'amplià el 1905. L'any 1949 Pedro Ciga Mayo, el seu propietari, el donà al govern foral de Navarra. Va ser declarat Parc Natural en l'any 1984.

## Col·leccions
El jardí botànic acull unes 120 espècies vegetals procedents d'arreu del món. El seu subclima suau permet que s'hi facin plantes de climes temperats i subtropicals, com les magnòlies, camèlies, sequoies, xiprers calbs, araucariae, ginkgos, liquidàmbars, diverses espècies de bambús i nenúfars en un petit llac.
Al costat del jardí històric (al que s'accedeix amb entrada) hi ha una extensió de gairebé una hectàrea amb les principals comunitats vegetals del vessant cantàbric de Navarra, la majoria de les quals es troben també dins del parc natural.

## Construccions
- En el palau (del segle xviii) es fan exposicions temporals en la planta baixa. La resta de l'edifici s'empra com a oficines i lloc per a reunions i cursets
- L'antiga cotxera mostra una maqueta del senyoriu i està habilitada per a la projecció d'audiovisuals
- El "caseriu" Tenientetxea acull un Centre d'Interpretació de la Natura
- Un mirador sobre el Bidasoa
- Una capella amb vitralls modernistes dels germans Mauméjean, col·laboradors d'Antoni Gaudí